# إعلام حكومي
الإعلام الحكومي أو الإعلام المملوك للدولة هو إعلام لـ الاتصال الجماهيري والذي تسيطر عليه في النهاية و/أو تموله الدولة. وقد تكون هذه المنافذ الإخبارية الوسيلة الإعلامية الوحيدة أو قد تكون في المنافسة مع إعلام يسيطر عليه القطاع الخاص.

## نظرة عامة
كثيرًا ما يستخدم مصطلح الإعلام الحكومي على النقيض من الإعلام الخاص أو المستقل، الذي لا يخضع لسيطرة مباشرة من أي حزب سياسي. ويكون محتواه عادة أكثر توجيهًا، يملي على الجمهور ما يفكرون فيه، خاصة أنه ليس مضطرًا لتحقيق معدلات عالية أو إيرادات من الإعلانات. وفي المناطق التي تسيطر عليها الدولة بشكل أكبر، يجوز لها فرض رقابة على المحتوى الذي تراه غير قانوني أو غير أخلاقي أو في غير مصلحة الحكومة، وكذلك تنظيم أي برامج متصلة بالإعلام؛ ولذلك، يكون غير مستقل عن الحزب الحاكم. في هذا النوع من البيئة، قد يطلب من الصحفيين أن يكونوا أعضاءً في الحزب الحاكم أو متحالفين معه، كما هو الحال في الاتحاد السوفيتي أو كوريا الشمالية. في البلاد التي تتدخل فيها الحكومة بشكل كبير في الإعلام، فإنه قد يتم استخدام الصحافة الحكومية لأغراض الدعاية:
- تعزيز النظام لصالح الدولة،
- تشويه سمعة المعارضة للحكومة من خلال شن حملات التشويه
- توفير تغطية منحرفة عن آراء المعارضة، أو
- تكون بمثابة المتحدث المدافع عن أيديولوجيا النظام.

إضافة إلى ذلك، قد ينشر الإعلام المملوك للدولة التشريعات فقط بعد أن أصبحت قانونًا بالفعل لإخماد أي نقاش. يستمد الإعلام شرعية وجوده من خلال التأكيد على «الوحدة الوطنية» ضد «المعتدين» المحليين أو الأجانب. في السياقات الأكثر انفتاحًا وتنافسية، قد تسيطر الدولة أو تمول منفذها الإعلامي ويكون في المنافسة مع الإعلام الذي تسيطر عليه المعارضة و/أو الإعلام المستقل. وعادة ما تقل السيطرة الحكومية على الإعلام الحكومي في المجتمعات الأكثر انفتاحًا، ويمكنه تقديم تغطية أكثر موضوعية عن الإعلام الذي تسيطر عليه الدولة.
عادة ما تتمتع منافذ الإعلام الحكومي بتمويل ودعم متزايد مقارنة بنظائرها في الإعلام الخاص، ولكن يمكن أن يؤدي هذا لعدم كفاءة الإعلام الحكومي. ومع ذلك، فإنه في جمهورية الصين الشعبية، حيث كانت سيطرة الحكومة على الإعلام مرتفعة، كانت مستويات التمويل للمنافذ الإعلامية الحكومية منخفضة، مما أجبر إعلامالحزب الشيوعي الصيني على تجنب القيود الرسمية على المحتوى أو نشر طبعات «ثانوية»، مثل النسخ الأسبوعية لتوليد الدخل.

## نظريات ملكية الدولة
توجد نظريتان متناقضتان لسيطرة الدولة على الإعلام؛ نظرية المصلحة العامة أو نظرية بيجو التي تقترح أن تكون ملكية الدولة مفيدة، ونظرية الخيار العام التي تقترح أن تحدد سيطرة الدولة الحريات الاقتصادية والسياسية.

### نظرية المصلحة العامة
تقترح نظرية المصلحة العامة، والتي يشار إليها أيضًا بنظرية بيجو،  أن تكون ملكية الحكومة للإعلام مرغوبة. وتم تقديم ثلاثة أسباب لذلك. السبب الأول هو أن نشر المعلومات هو صالح عام، وعدم الكشف عنها سيكون مكلفًا، حتى لو لم يتم الدفع لها. ثانيًا، تكلفة توفير ونشر المعلومات عالية، ولكن بمجرد تكبد التكاليف الأساسية، تكون التكاليف الحدية لتوفير المعلومات منخفضة وبالتالي تخضع لزيادة العائدات. وأخيرًا، يمكن أن تكون ملكية الدولة للإعلام أقل انحيازًا وأكثر اكتمالاً ودقة عند جهل المستهلكين وبالإضافة إلى الإعلام الخاص الذي من شأنه خدمة الطبقات الحاكمة. ومع ذلك، فالاقتصاديون من أتباع بيجو، الذين يدافعون عن التنظيم والتأميم، داعمون للإعلام الحر والخاص.

### نظرية الخيار العام
تؤكد نظرية الخيار العام أن الإعلام المملوك للدولة يتلاعب بالمعلومات ويحرفها لصالح الحزب الحاكم ويرسخ حكمها في حين يمنع الجمهور من اتخاذ قرارات مستنيرة، وبالتالي يقوض المؤسسات الديمقراطية. وهذا من شأنه منع الإعلام الخاص والمستقل، والذي يقدم الأصوات البديلة التي تسمح للأفراد اختيار السياسيين والسلع والخدمات وما إلى ذلك دون خوف من تطبيق اللوائح. إضافة إلى ذلك، فإن هذا من شأنه منع المنافسة بين شركات الإعلام والتي تضمن للمستهلكين عادة الحصول على معلومات دقيقة وغير منحازة. وأيضًا، تكون هذه المنافسة جزءًا من نظام ضوابط وموازين ديمقراطية تعرف باسم السلطة الرابعة، جنبًا إلى جنب مع السلطة القضائية والتنفيذية والتشريعية.

## محددات سيطرة الدولة
كلتا النظريتين لها آثار بشأن محددات وعواقب ملكية الإعلام. Tتقترح نظرية المصلحة العامة أنه ينبغي للحكومات الأكثر اعتدالاً أن يكون لها مستويات أعلى من السيطرة على الإعلام مما سيؤدي بدوره إلى زيادة حرية الصحافة وكذلك الحريات الاقتصادية والسياسية. وفي المقابل، تؤكد نظرية الخيار العام أن العكس هو الصحيح - «النشاط العام»، يتعين على الحكومات الباحثة عن الصالح أن يكون لها سيطرة أقل مما سيزيد من هذه الحريات.
وبوجه عام، تجد ملكية الدولة للإعلام في الدول الفقيرة الاستبدادية غير الديمقراطية التي تتدخل فيها الحكومات بشكل كبير لوجود مصلحة لها في السيطرة على تدفق المعلومات. والدول ذات الحكومات «الضعيفة» لا تملك الإرادة السياسية لكسر احتكارات الدولة للإعلام. وتتفق السيطرة على الإعلام عادة مع ملكية الدولة فيما يخص الاقتصاد.
الصحافة في معظم أوروبا (باستثناء بيلاروسيا) معظمها خاصة وبدون سيطرة من الدولة أو ملكيتها لها، وكذلك في أمريكا الشمالية وأمريكا الجنوبية. الصحافة في الولايات المتحدة وكندا وأستراليا دائمًا مسؤولية القطاع التجاري الخاص منذ بدايتها. وتجد مستويات ملكية الدولة أعلى في بعض دول أفريقيا والشرق الأوسط وآسيا(مع استثناء اليابان والهند وإندونيسيا ومنغوليا ونيبال والفلبين وكوريا الجنوبية وتايوان وتايلاند، حيث توجد مساحات واسعة من الصحافة الخاصة). ويوجد احتكار كامل من الدولة في بورما وكوريا الشمالية.

## عواقب ملكية الدولة

### حرية الصحافة

حرية الصحافة في جميع أنحاء العالم بداية من عام 2009، وفقًا لمنظمة مراسلون بلا حدود. ترتبط عادة مستويات سيطرة الدولة على الإعلام بمستويات الحقوق السياسية والمدنية والاقتصادية، غير أن هذا ليس هو الحال دائمًا.

ترتبط «النتائج الأسوأ» بمستويات ملكية الدولة العالية للإعلام، والتي من شأنها رفض نظرية بيجو. الإعلام الخاص بالأخبار هو الأكثر استقلالية، وتجد أنه لا يتم القبض إلا على عدد قليل من الصحفيين وكذلك اعتقالهم أو مضايقتهم في الدول ذات المستويات الأقل لسيطرة الدولة. تحدث المضايقات والسجن والمستويات الأعلى من الرقابة على الإنترنت في الدول ذات المستويات الأعلى لملكية الدولة للإعلام مثل بيلاروسيا وبورما وإثيوبيا والصين وإيران وسوريا وتركمانستان وأوزبكستان. ومع ذلك، ليس هذا صحيحًا دائمًا: فالصحفيون في الدول التي فيها الإعلام متحررًا من سيطرة الدولة مثل تركيا ونيجيريا وكينيا لا يزالون يتعرضون لمضايقات وتهديدات. بعض الديمقراطيات تسجن الصحفيين مثل روسيا وكوريا الجنوبية، في حين أن بعض «الديمقراطيات القريبة»، مثل زامبيا، لا تتخذ هذا النهج. وعلى نفس المنوال، فإن الإذاعة العامة في المملكة المتحدة، بي بي سي، بالرغم من تمويلها بواسطة رسوم الترخيص والحكومة، إلا إنها مستقلة عن سيطرة الدولة، لكنه يثير الشك. والدول ذات الاحتكار الحكومي الكلي للإعلام مثل كوريا الشمالية ولاوس تخضع «لتأثير كاسترو»، حيث تكون سيطرة الدولة قوية بما يكفي لعدم وجود أي مضايقات صحفية من أجل تقييد حرية الصحافة.

### الحقوق المدنية والسياسية
تدعي نظرية المصلحة العامة أن ملكية الدولة للصحافة تعزز الحقوق المدنية والسياسية؛ في حين أنها، وفقًا لنظرية الخيار العام، تحد من تلك الحقوق من خلال قمع المراقبة العامة على الحكومة وتسهيل الفساد السياسي. مستويات السيطرة العالية أو المطلقة للحكومة على الإعلام مرتبطة أساسًا بالمستويات الأقل في الحقوق السياسية والمدنية، والمستويات الأعلى من الفساد، وجودة التنظيم وأمن الممتلكات وانحياز الإعلام. ويرى الإعلام المستقل مراقبة أكبر من قبل الإعلام الحكومي (على سبيل المثال، زيادة الإبلاغ عن الفساد في المكسيك وغانا وكينيا بعد رفع القيود في التسعينيات، بينما دافع الإعلام المملوك للدولة عن المسؤولين).

### الحرية الاقتصادية
وسائل الإعلام الأكثر استقلالية قد يستفيد منها الجمهور اقتصاديًا مقارنة بالإعلام الحكومي. فبإمكان الإعلام تقديم معلومات أكثر دقة لتحسين الأسواق، التي هي حساسة بشكل خاص للمعلومات، مما يتيح التبصر في سوء استعمال الشركات للسلطة وتسعير الأوراق المالية، مما يؤدي إلى تحسين الأداء والتنظيم. بالإضافة إلى ذلك، يتم إعلام الجمهور بشكل أفضل للتصدي لما إذا كانت الحكومة تلحق بهم الضرر اقتصاديًا. وفي المقابل، فإن المستويات الأعلى من ملكية الحكومة للإعلام من شأنها أن تظهر العكس - أمن ممتلكات وجودة تنظيم أقل. ومن الشائع أيضًا بالنسبة للدول ذات السيطرة الصارمة على الصحف أن يكون لديها عدد أقل من الشركات للفرد في أسواقها وأنظمة مصرفية أقل تطورًا. تدعم هذه النتائج نظرية الخيار العام، التي تقترح أن المستويات الأعلى من ملكية الدولة للصحافة تضر بالتنمية الاقتصادية والمالية.